# Wolf Rudolf Marschall von Altengottern
Wolf Rudolf baron Marschall von Altengottern (né le 26 septembre 1855 à Lyck et mort le 20 novembre 1930 au château d'Altengottern (de)) est un général de cavalerie prussien pendant la Première Guerre mondiale.

## Biographie

### Origine
Ses parents sont l'administrateur de l'arrondissement de Langensalza (de) Rudolf Marshall von Altengottern (de) (1820-1890) et sa femme Anna Luise, née von Seebach (1827-1897).

### Carrière
Marshall s'engage le 18 septembre 1875 en tant que cadet dans le 12e régiment de hussards de l'armée prussienne et est promu à la mi-février 1877 au grade de sous-lieutenant. Du 1er octobre 1880 au 21 juillet 1883, il est affecté à  l'académie de guerre pour y suivre une formation et, peu avant la fin de celle-ci, le 3 juillet, il est muté dans le régiment des Gardes du Corps. Après sa promotion au grade de premier lieutenant le 1er avril 1885, il est promu adjudant de régiment quatorze jours plus tard. Le 17 septembre 1887, il est muté comme adjudant de la 1re brigade de cavalerie de la Garde. . Au cours de sa carrière militaire, Marshall occupe plusieurs postes à l'état-major général et est nommé commandant du régiment de hussards du Corps de la Garde le 24 avril 1904. À partir du 9 juin 1905, il est également adjudant de l'empereur Guillaume II. Tout en conservant ce poste, il est chargé le 13 septembre 1906 du commandement de la 17e brigade de cavalerie à Schwerin et est nommé commandant de cette grande unité le 27 janvier 1907. Le 28 mai 1907, Marschall cède la brigade à son successeur Ludwig von Schwerin. Il est ensuite nommé général à la suite de l'Empereur le 27 janvier 1909 et mis à disposition le 5 avril en étant maintenu dans cette position.
Il est député de la chambre des seigneurs de Prusse.

### Première Guerre mondiale
Au début de la Première Guerre mondiale, Marschall est d'abord commandé comme officier z.D. pour servir l'empereur au Grand Quartier général. Le 24 décembre 1914, il fut nommé commandant de la 3e division de la Garde, tout en se voyant attribuer le caractère de général der Kavallerie, qu'il dirige d'abord jusqu'au 16 février 1915 dans l'Armée du Sud. Ensuite, Marschall prend en charge, dans la section de la 7e armée austro-hongroise, le corps d'armée "Marschall", qui porte son nom et est composé de différentes divisions autrichiennes, qui est alors engagé en Bucovine et sur le Dniestr. C'est là qu'il reçoit le brevet de son grade le 22 mars 1915.
À la mi-avril 1916, il est nommé général commandant du nouveau corps de réserve de la Garde sur le front ouest. Le corps est déployé dans la bataille de la Somme à partir de juillet 1916 et Marschall est décoré de l'ordre Pour le Mérite le 21 septembre 1916 pour la défense du secteur qui lui a été confié. En 1917, il participe aux batailles du saillant de Wytschaete (de) et à la troisième bataille d'Ypres. En avril 1918, le corps participe à l'offensive allemande du printemps et joue un rôle déterminant dans la bataille de la Lys. Pour les succès remportés par ses troupes subordonnées lors de cette offensive, Marschall est décoré des feuilles de chêne du Pour le Mérite le 16 mai 1918.
Après l'armistice, Marschall est chargé de diriger la 4e armée à partir du 19 novembre 1918. Après son retour au pays, il est mis à la retraite le 30 décembre 1918, à sa demande.

### Famille
En 1885, il épouse la comtesse Wilhelmine von Rittberg (de) (1866–1951). Le couple a au moins un fils :
- Wolf Erhard (1888-1960) marié en 1921 avec Luise comtesse Finck von Finckenstein (1896-1991)